# Hagen Reeck
Hagen Reeck (* 6. September 1959 in Wolfen) ist ein ehemaliger deutscher Fußballspieler im Sturm von Energie Cottbus und heutiger Fußballtrainer.

## Karriere
Hagen Reeck durchlief als Spieler alle Nachwuchsmannschaften bei Energie Cottbus. Als Spieler der Männermannschaft absolvierte er zwei Oberliga- und acht DDR-Liga-Spiele, schaffte jedoch nicht den Durchbruch in die Stammelf. Sein Debüt feierte er in der Saison 1981/82 am 29. August 1981, als er am 2. Spieltag bei der 3:1-Niederlage gegen die BSG Chemie Buna Schkopau in der Startelf stand. Er wurde jedoch in der 68. Minute für Petrik Sander ausgewechselt. Am folgenden Spieltag wurde er ein weiteres Mal eingesetzt, jedoch schon zur Halbzeit durch Udo Stimpel ersetzt. In den folgenden Spielzeiten spielte er für die Reservemannschaft. Erst in der DDR-Liga-Saison 1985/86 erhielt er noch ein paar Einsätze.
Während seiner Armeezeit spielte er 18 Monate für Dynamo Cottbus in der Bezirksliga und half den Klassenerhalt zu sichern. Im Anschluss absolvierte er ein Studium der Sportwissenschaft an der DHfK Leipzig und erreichte sein Diplom 1986. Er arbeitete dann als Trainer im Nachwuchsbereich von Energie Cottbus, betreute dabei die Jugend-, Junioren- und später die Nachwuchsoberligamannschaft von Energie. Im Anschluss arbeitete er als Reha-Torwart- und Assistenztrainer im Männerbereich. Daneben betreute er parallel die 2. Männermannschaft. Mit dem Einstieg von Eduard Geyer bei Energie als Cheftrainer 1994 avancierte Hagen Reeck als Co-Trainer und sollte dies für die nächsten zehn Jahre bleiben. In dieser Zeit wurde der Aufstieg in die 2. Bundesliga 1997, das deutsche Pokalfinale 1997, und der Aufstieg in die 1. Bundesliga im Jahr 2000 erreicht. In diese Zeit fällt auch sein Debüt als Bundesligatrainer bedingt durch eine Sperre des Cheftrainers Eduard Geyer.
Mit 495 Spielen auf der Bank von Energie Cottbus ist Hagen Reeck der Trainer mit den meisten Einsätzen aller für Energie arbeitenden Trainer und Co-Trainer seit 1966 bis heute.
Im Jahre 2004 verließ Hagen Reeck den Zweitligisten und arbeitete zunächst als Assistenztrainer unter Frank Pagelsdorf für den Erstligisten Al-Nasr Sports Club aus den Vereinigten Arabischen Emiraten. Zur darauf folgenden Saison holte er, nachdem Pagelsdorf den Verein verlassen hatte, seinen inzwischen in Cottbus entlassenen Cheftrainer Eduard Geyer ebenfalls zu Al Nasr. Das Engagement endete im Januar 2006.
Zusammen mit seinem späteren Trainerkollegen Thomas von Heesen absolvierte er an der Sporthochschule Köln 2006 die Ausbildung zum Fußballlehrer.
Von September 2008 bis Februar 2010 arbeitete Hagen Reeck als Co-Trainer von Thomas von Heesen beim zyprischen Erstligisten Apollon Limassol. Als Cheftrainer arbeitete Reeck dort erneut zwischen Januar und Mai 2012. Es schlossen sich drei Spielzeiten beim VFC Anklam an. Von 2015 bis 2017 war Reeck Cheftrainer des Verbandsligisten Greifswalder FC aus Mecklenburg-Vorpommern. In der ersten Saison (2015/16) verpasste er mit Greifswald nur knapp den Oberligaaufstieg und wurde hinter dem FC Mecklenburg Schwerin Zweiter. Auch in der folgenden Saison 2016/17 belegte er mit der Mannschaft Platz zwei, diesmal hinter dem Torgelower FC Greif und verpasste erneut den Aufstieg. Am Ende der Saison verließ er den Verein, wobei der die Verantwortung für das verpasste Ziel, den Aufstieg, übernahm.
Ab Sommer 2017 bis November 2018 trainierte Reeck den FC Insel Usedom, der in der Landesklasse spielte. Januar 2019 übernahm er für ein Jahr das Amt beim SV Siedenbollentin. In der Saison 2022/2023 trainierte er wieder beim FC Insel Usedom.